# Didymocantha nigra
Didymocantha nigra är en skalbaggsart som beskrevs av Blackburn 1890. Didymocantha nigra ingår i släktet Didymocantha och familjen långhorningar. Inga underarter finns listade i Catalogue of Life.